# Zelotaea eidothea
Zelotaea eidothea är en fjärilsart som beskrevs av Butler 1847. Zelotaea eidothea ingår i släktet Zelotaea och familjen Riodinidae. Inga underarter finns listade i Catalogue of Life.